# Кострюков, Иван Трофимович
Иван Трофимович Кострюков (1869—1918) — генерал-майор Русской императорской армии.

## Биография
Из дворян области Войска Донского. Православный. Сын офицера. Учился в Новочеркасской классической гимназии. На военную службу поступил 09 сентября 1889 года в Алексеевское военное училище. Выпущен из училища хорунжим со старшинством 05 августа 1891 года в конно-артиллерийскую бригаду Оренбургского казачьего войска. Позже состоял в комплекте Донских казачьих полков. Сотник (старшинство 10 августа 1894 года). Подъесаул (старшинство 06 мая 1900 года). Произведён в капитаны 10 августа 1902 года. Окончил по 1-му разряду Николаевскую академию Генерального штаба в 1903 году. Цензовое командование сотней отбывал в 1-м Екатеринодарском полку Кубанского казачьего войска и в Оренбургском казачьем дивизионе (по 1 декабря 1904 года).
Участник русско-японской войны: с 15 декабря 1904 года по 3 сентября 1905 года — старший адъютант штаба XI армейского корпуса; обер-офицер для особых поручений при штабе 1-го сводного корпуса (по 25 октября 1905 года); в той же должности — при штабе войск Забайкальской области (по 16 мая 1906).
В 1906—1910 гг. состоял в прикомандировании к Новочеркасскому казачьему юнкерскому училищу для преподавания военных наук. 6 декабря 1908 года произведён в подполковники, 6 декабря 1912 — в полковники. С 11 августа 1910 года по 8 апреля 1911 года — штаб-офицер для поручений при штабе Виленского военного округа, затем по 9 апреля 1912 — старший адъютант штаба округа.
Штаб-офицер для поручений при войсковом штабе войска Донского (с 09 апреля 1912 года). Для ознакомления с общими требованиями командования казачьим полком с 8 мая по 8 сентября 1913 года был прикомандирован к 8-му Донскому казачьему полку. Участник Великой войны — с 6 августа 1914 года командир 28-го Донского казачьего полка. В резерве чинов при штабе Двинского военного округа (с сентября 1915 года). Помощник начальника войскового штаба Войска Донского (с 28 ноября 1915 года), с 5 июля 1917 года — начальник штаба 4-й Кубанской казачьей дивизии. Генерал-майор.
Во время демобилизации Русской армии следовал со своей частью с Кавказского фронта. Арестован в Армавире по приказу большевистского военно-революционного комитета и расстрелян на станции Ладожской в Кубанской области.

## Семья
На 1914 год был женат и имел двоих детей.

## Сочинения
- Новочеркасское Казачье юнкерское училище (1910)[3].